# Might and Magic IV
A Might and Magic IV: Clouds of Xeen egy 1992-ben megjelent számítógépes szerepjáték, a negyedik epizódja a Might and Magic sorozatnak. Cselekménye szerves egészet alkot az ötödik résszel, később a két játék meg is jelent egyben, World of Xeen címmel.

## Történet
A harmadik epizód történései után járunk. A Xeen nacellen teljes a zűrzavar és a káosz. Egy ismeretlen hadúr, aki magát Lord Xeennek nevezi, bebörtönzi Crodot, Xeen vigyázóját, majd bandái vezetésével szabadon garázdálkodik a nacellen. Egy új kalandorcsapat szerveződik azzal a szándékkal, hogy megállítják őt, nem is sejtve, milyen kalandokba keverednek a későbbiek folyamán.

## Játékmenet
A játék technikailag alapvetően megegyezik a harmadik résszel, ugyanazt a grafikus motort használja. A cutscene-ek száma azonban, vélhetően az időközben megjelent nagyobb kapacitású merevlemezek hatására, megnőtt.
A folytatással, a Darkside of Xeen-nel egyesítve a játék hossza és a bejárható területek száma jelentősen megnő (World of Xeen). Ezt a készítők úgy érték el, hogy az alapvetően lapos, szögletes felületű Xeen nacell mindkét oldalát benépesítették, melyek között az átjárás lehetetlen, kivéve ha mindkét játék telepítve van. Mindkét játék végigjátszható az egyesítés során, mindkét játék befejezése elérhető, az egyesített változatban pedig egy harmadik befejezés is elérhető.
A Might and Magic IV és V az első játékok között volt, melyek már CD-n is megjelentek, nemcsak floppylemezeken. Ennek köszönhetően bizonyos párbeszédeket már le is szinkronizáltak.
A játék több újdonságot is hozott a sorozatba. Bekerült egy jegyzettömb, amiben rögzítésre kerültek a fontosabb információk: küldetések, nyomok, jelszavak, illetve bizonyos helyek koordinátái. Indításkor kétféle nehézségi szint, a kalandozó és a harcos közül választhatunk, utóbbi a nehezebb, mert keményebb ellenfeleket kapunk. Bekerült továbbá egy külön tárgytároló a küldetések teljesítéséhez szükséges tárgyaknak, azzal a céllal, hogy nehogy véletlenül eldobáljuk őket.

## Fogadtatás
A Computer Gaming World kritikája szerint a játék meglehetősen üres, ugyanis a cselekmény eléggé hiányos, a befejezés pedig kiábrándító, ugyanis függetlenül attól, hogy nálunk van-e a legutolsó küldetés teljesítéséhez szükséges tárgy a végjátékban, az eredmény ugyanaz lesz. Ugyanakkor a kritika azt is elismeri, hogy a Might and Magic-rajongók számára biztosan tetszeni fog. Az ötödik rész megjelenésével újra írtak róla és azt ajánlották, hogy a két játékot mindenképp egyben érdemes játszani. Jó kritikákat kapott még a Dragon című lapban is, az egyiket Sandy Petersen jegyezte.
A PC Magazine ítésze szerint a játék túl könnyű, de jól összerakott és vizuálisan is szórakoztató.
Magyarországon a PC Guru 1993/1-es számában tesztelte a játékot. Pozitívumként jegyezték meg a jegyzettömb és az automatikus térképkészítés megvalósítását, valamint a grafikát, negatívumként pedig azt, hogy csatákkal jobban lehet fejlődni, mint küldetések megoldásával, illetve azt, hogy a fegyverek beazonosítására nem létezik varázslat, azokat minden esetben el kell vinni a kovácshoz. Összesen 82 százalékra értékelték.

## Forráshivatkozások
1. 1 2  CGW Museum - Galleries. www.cgwmuseum.org. (Hozzáférés: 2020. október 1.)
2. ↑  CGW Museum - Galleries. www.cgwmuseum.org. (Hozzáférés: 2020. október 1.)
3. ↑  PC GURU 93/1 | ReTRoTiMe (magyar nyelven). (Hozzáférés: 2020. október 1.)

## Fordítás
- Ez a szócikk részben vagy egészben  a   Might and Magic IV: Clouds of Xeen című angol Wikipédia-szócikk ezen változatának fordításán alapul.  Az eredeti cikk szerkesztőit annak laptörténete sorolja fel. Ez a jelzés csupán a megfogalmazás eredetét és a szerzői jogokat jelzi, nem szolgál a cikkben szereplő információk forrásmegjelöléseként.